# Dorothy Little Happy
Dorothy Little Happy (ドロシーリトルハッピー) est un groupe d'idoles japonaises formé en 2010.

## Histoire
À leur création en juillet 2010, les membres d'origine sont Kana Shirato, Mari Takahashi, Michiyo Suzuki, Ruuna Akimoto et Mimori Tominaga. Elles faisaient auparavant partie des B♭ (B Flat).
Les Dorothy Little Happy ont fait leurs débuts avec le single Jump! sorti en août 2010.
Michiyo Suzuki a effectué sa graduation en novembre 2010 afin de se consacrer à ses études. Elle était l'une des 2 chanteuses principales avec Mari Takahashi.
À la suite de cela, Koumi Hayasaka a été choisie parmi plusieurs danseuses pour rejoindre le groupe d’idols en novembre 2010.
Les Dorothy Little Happy se sont produites lors de leur 1er live Demo Sayonara en janvier 2011 à la Daikanyama Unit à Tokyo.
Le groupe d'idoles a annoncé ses débuts en major en février 2011. Les filles ont été transférées de BounDEE vers Avex Trax.
La sortie de leur mini-album Demo Sayonara était prévue en mars 2011. Les événements organisés à cette occasion sont reportés en raison du séisme de 2011 de la côte Pacifique du Tōhoku. Les membres ont participé à diverses activités caritatives afin d’apporter leur soutien aux habitants des régions sinistrées.
Les filles ont animé les émissions de radio Dorothy Little Happy no Jump! (ドロシーリトルハッピーのジャンプ！) sur TBC Radio en 2011, et Happy Night sur FM Nack5 en 2012.
L’émission TV de divertissement Dorothy no Little Happy Days! (ドロシーのリトルHappy Days!) a été diffusée sur Pigoo HD à partir d'avril 2012.
Leur photobook Mori no Miyako no Dorothy (杜の都のドロシー) a été mis en vente en décembre 2012.
Les Dorothy Little Happy ont participé au festival Kawaii Pop Fes à Hong Kong en mai 2013, à Taiwan en janvier 2014, et encore à Hong Kong la même année. Elles s'y sont produites en live sur scène avec d'autres groupes d'idoles.
Mari Takahashi a formé le duo Yufu♬Mari (ユフ♬マリ) avec Yufu Terashima (ex-membre des BiS. Le groupe d'idoles est actif pour une période de temps limitée entre mai et août 2014 pour promouvoir les évènements @Jam. Elles vont sortir le single Hotaru en juillet 2014.
En décembre 2014, Koumi Hayasaka est absente de certains concerts en raison de grippe.
Le sous-groupe Callme est créé début 2015 et est composé de Mimori, Ruuna et Koumi.
En avril 2015, Mari Takahashi, Mimori Tominaga (Dorothy Little Happy), Rana Murakami, Nana Minamiguchi (GEM), Nagao Mami, Moriya Sakura (X21) ont formé le groupe spécial Magical Dreamin (マジカル☆どりーみん) afin d’interpréter la chanson thème de l'opening de l'anime Jewel Pet Magical Change (ジュエルペット マジカルチェンジ).
En avril 2015, Ruuna Akimoto, Mimori Tominaga, Koumi Hayasaka annoncent quitter le groupe en juillet suivant ; elles poursuivent néanmoins leur carrière ensemble au sein du groupe Callme. Elles ont expliqué qu'elles avaient envie de réaliser leurs rêves. Elles ressentaient que leurs objectifs étaient différents de la direction prise par le groupe d'idoles.
Le groupe d'idols AnMiRan (晏美蘭) a été créé spécialement à l’occasion de @Jam Expo 2015 ; il comprend Mimori Tominaga, Anyu Kobayashi (ex-membre de Tokyo Performance Doll) et Seran Mizorogi (de Cheeky Parade). Il est actif pendant une période limitée de mai à août 2015.
Le groupe est transféré chez le label Universal Gear en octobre 2015.
Comme son titre l’indique, le single Restart, en vente en décembre 2015, a marqué un nouveau départ pour le groupe d’idols.
Les filles participent au Semi-Marathon de Honolulu 2016 (ホノルルハーフマラソン・ハパルア) à Hawaï en avril.
Le single Bicolor no Koigokoro sort en mai 2016.

## Discographie

### Albums
| #             | Date de sortie   | Titre                                 | Oricon      |
| Mini-albums   | Mini-albums      | Mini-albums                           | Mini-albums |
| ------------- | ---------------- | ------------------------------------- | ----------- |
| 1             | 16 mars 2011     | Demo Sayonara (デモサヨナラ)          | -           |
| 2             | 11 novembre 2012 | Demo Sayonara 2012 (デモサヨナラ2012) | 153         |
| Albums studio |                  |                                       |             |
| 1             | 3 février 2013   | Life goes on                          | 30          |
| 2             | 26 février 2014  | STARTING OVER                         | 9           |

### Singles
| #      | Date de sortie    | Titre                                                                 | Oricon |
| Indies | Indies            | Indies                                                                | Indies |
| ------ | ----------------- | --------------------------------------------------------------------- | ------ |
| 1      | 4 août 2010       | Jump! (ジャンプ！)                                                    | -      |
| 2      | 1er décembre 2010 | Fuyu no Sakura ~Winter flower~ (冬の桜～Winter flower～)              | -      |
| Major  |                   |                                                                       |        |
| 1      | 11 janvier 2012   | HAPPY DAYS!                                                           | 48     |
| 2      | 11 juillet 2012   | Tobidase! summertime (飛び出せ!サマータイム)                          | 26     |
| 3      | 5 décembre 2012   | Kazeyo Hayaku (風よはやく)                                            | 17     |
| 4      | 9 janvier 2013    | GET YOU                                                               | 11     |
| 5      | 12 juin 2013      | colorful life                                                         | 8      |
| 6      | 16 octobre 2013   | ASIAN Stone                                                           | 7      |
| 7      | 16 juillet 2014   | sky traveler                                                          | 10     |
| 8      | 20 mai 2015       | Tell me tell me!!                                                     | 64     |
| 9      | 16 décembre 2015  | Restart                                                               | 13     |
| 10     | 25 mai 2016       | Bicolor no Koigokoro (バイカラーの恋心)                               | 16     |
| 11     | 31 mai 2017       | For You / Demo Sayonara (2017 ver.) (For You/デモサヨナラ(2017 ver.)) |        |